# Amasha de Silva
Amasha de Silva (* 12. August 1999) ist eine sri-lankische Leichtathletin, die sich auf den Sprint spezialisiert hat.

## Sportliche Laufbahn
Erste internationale Erfahrungen sammelte Amasha de Silva 2018 bei den Juniorenasienmeisterschaften in Gifu, bei denen sie im 100-Meter-Lauf in 11,71 s die Silbermedaille gewann, wie auch über 200 Meter in 24,47 s. Zudem gewann sie mit der 4-mal-400-Meter-Staffel in 3:45,16 min die Bronzemedaille. Einen Monat später schied sie bei den U20-Weltmeisterschaften im finnischen Tampere über 100 Meter mit 11,86 s im Halbfinale aus und konnte sich mit der Staffel nicht für das Finale qualifizieren. Im Jahr darauf gewann sie bei den Südasienspielen in Kathmandu in 11,82 s die Silbermedaille über 100 Meter hinter der Inderin Archana Suseentran und belegte im 200-Meter-Lauf in 24,54 s den sechsten Rang. Zudem siegte sie in der 4-mal-100-Meter-Staffel in 44,89 s. 2023 erreichte sie bei den World University Games in Chengdu das Halbfinale über 100 Meter, ging dort aber nicht mehr an den Start.
In den Jahren von 2020 bis 2022 wurde de Silva sri-lankische Meisterin im 100-Meter-Lauf sowie 2021 auch über 200 Meter.

## Persönliche Bestleistungen
- 100 Meter: 11,55 s (+1,5 m/s), 28. Dezember 2020 in Colombo
- 200 Meter: 24,08 s (+1,1 m/s), 30. Oktober 2021 in Colombo